# Japanisches Eisenbahndenkmal
Ein Japanisches Eisenbahndenkmal (japanisch 鉄道記念物, Tetsudō kinenbutsu) bezeichnet wichtige Gegenstände und geschichtsträchtige Kulturgüter des japanischen Eisenbahnwesens, die in einem formalen Verfahren entsprechend ausgewiesen sind.

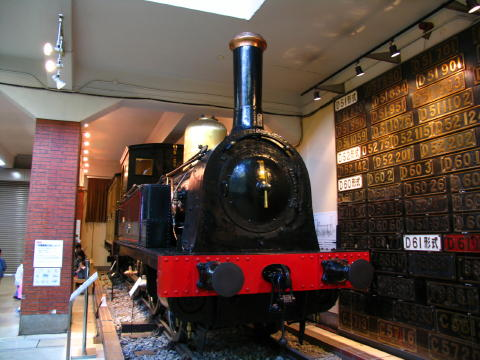
Dampflokomotive Nr. 1, das erste Japanische Eisenbahndenkmal

## Einrichtung
Grundlage ist die „Richtlinie zum Schutz von Eisenbahndenkmälern“ (鉄道記念物等保護基準) des Generaldirektors der Japanischen Staatsbahn. Seit 1958 wurden danach nach einem dadurch geschaffenen System historisch bedeutsame Objekte des Eisenbahnwesens als Japanisches Eisenbahndenkmal zu Technischen Denkmälern erklärt, die zu erhalten sind.
Nach der Privatisierung der Japanischen Staatsbahn 1987 erfolgte die Übergabe der vorhandenen Denkmäler an die Nachfolgegesellschaften der Japan Railways, die dann lange Zeit keine Auszeichnung vornahmen. Nach einer Pause von 32 Jahren begann 2004 die West Japan Railway Company, die auch in dieser Pause „vorgemerkten Denkmäler“ (準鉄道記念物, jun-tetsudō kinenbutsu, wörtlich: „Quasi-Eisenbahndenkmal“), als Denkmal auszuweisen. Dem folgte 2010 die Hokkaido Railway Company, indem sie selbst Gegenstände zu „Japanischen Eisenbahndenkmälern“ erklärte.

## Überblick
Die „Richtlinie zum Schutz von Eisenbahndenkmälern“ ermöglicht es, Folgendes zum „Japanischen Eisenbahndenkmal“ zu erklären:
1. Geschichtsträchtige Kulturgüter von hohem Wert, wie etwa alte Dokumente, Schienenfahrzeuge, Bauten und andere Einrichtungen der Eisenbahninfrastruktur, die der Staatsbahn aber auch anderen gehören können.
2. Gegenstände, die die Entwicklung aller Einrichtungen der Eisenbahn belegen, wie etwa Schilder, Arbeitsmaterialien und Uniformen, die der Staatsbahn aber auch anderen gehören können.
3. Historisch bedeutsame Gegenstände die im Zusammenhang mit der Entwicklung der Eisenbahn stehen, wie Gegenstände aus dem Nachlass (iseki) Verstorbener, die sich um die Entwicklung der Eisenbahn verdient gemacht haben (einschließlich deren Grabmäler) und aller Orte, die mit der Entstehung der oder der mündlichen Überlieferung zur Eisenbahn zusammenhängen.

Zugleich werden auch die Personen bestimmt, die mit dem Erhalt der ausgewiesenen „Japanischen Eisenbahndenkmäler“ betraut sind. Von 1958 bis 2010 wurde die Deklaration von Gegenständen zum „Japanischen Eisenbahndenkmal“ grundsätzlich am „Eisenbahn Gedenktag“ (heute: „Tag der Eisenbahn“, 鉄道の日), am 14. Oktober vorgenommen. In dieser Zeit wurden die 43 nachfolgenden Artefakte als Eisenbahndenkmal deklariert.

## Deklarierte Denkmäler
| Aufnahme- jahr | Denkmal | Standort | Foto |
| -------------- | --- | --- | ---- |
| 1958           | Dampflokomotive Nummer 1 (JR-Baureihe 150)                                                                            | Eisenbahnmuseum Saitama, Präfektur Saitama                                                                          |      |
| 1958           | Personenwagen Nummer 1 (kaiserlicher Besitz)                                                                          | Eisenbahnmuseum Saitama, Präfektur Saitama                                                                          |      |
| 1958           | Dampflokomotive (JR-Baureihe 7100)                                                                                    | Eisenbahnmuseum Saitama, Präfektur Saitama                                                                          |      |
| 1958           | Alter Bahnhof Nagahama                                                                                                | Nagahama Railway Square                                                                                             |      |
| 1958           | Nullpunkt der japanischen Eisenbahn (0哩ポスト)                                                                       | Gelände des alten Bahnhofs Shiodome                                                                                 |      |
| 1959           | Yoshimitsu Tenderlokomotive (Baureihe JR1290)                                                                         | Eisenbahnmuseum in Saitama, Präfektur Saitama                                                                       |      |
| 1959           | Personenwagen Nummer 5 (kaiserlicher Salonwagen)                                                                      | Freilichtmuseum Meiji Mura                                                                                          |      |
| 1959           | Personenwagen Nummer 6 (kaiserlicher Salonwagen)                                                                      | Freilichtmuseum Meiji Mura                                                                                          |      |
| 1959           | Alte Eisenbahndokumente                                                                                               | Eisenbahnmuseum in Saitama, Präfektur Saitama                                                                       |      |
| 1959           | Baureihe einer Lokomotive gefertigt im Lehen Saga                                                                     | Museum der Präfektur Saga                                                                                           |      |
| 1960           | Zeitglocke des Bahnhofs Osaka                                                                                         | Wissenschaftsmuseum für Verkehr, Osaka, Präfektur Osaka                                                             |      |
| 1960           | Osteingang des alten Ōsakayama-Tunnels                                                                                | Ōtsu, Präfektur Shiga                                                                                               |      |
| 1960           | Lokschuppen der alten Temiya-Linie                                                                                    | Museum Otaru, Hokkaidō                                                                                              |      |
| 1960           | Lawinenschutzwand Nobeji                                                                                              | Umgebung des Nobeji Bahnhofs an der Tōhoku-Hauptlinie, Präfektur Aomori                                             |      |
| 1961           | Personenwagen „Landerschließung“ (開拓使号客車)                                                                       | Eisenbahnmuseum in Saitama, Präfektur Saitama                                                                       |      |
| 1961           | Dampflokomotive Baureihe JR110                                                                                        | Ōme-Eisenbahnpark Ōme                                                                                               |      |
| 1961           | Eisenbahnweiche Nummer 29 des alten Bahnhofs Nagahama                                                                 | Nagahama Railway Square                                                                                             |      |
| 1962           | Grabstätte des englischen Eisenbahningenieurs Edmund Morel                                                            | Friedhof für Ausländer in Yokohama                                                                                  |      |
| 1962           | Schutzwand gegen Flugsand in Akita                                                                                    | Umgebung des Bahnhofs Katsurane der Uetsu-Hauptlinie                                                                |      |
| 1962           | Dampftriebwagen Nummer 6401                                                                                           | SCMAGLEV and Railway Park, Nagoya, Präfektur Aichi                                                                  |      |
| 1962           | Handschriftliches Manuskript von Saionji Kinmochi mit Erläuterungen zum Gesetz zur Verstaatlichung der Eisenbahn      | Eisenbahnmuseum in Saitama, Präfektur Saitama                                                                       |      |
| 1963           | Kaiserlicher Salonwagen Nummer 2                                                                                      | Eisenbahnmuseum in Saitama, Präfektur Saitama                                                                       |      |
| 1963           | Dokumente des japanischen Eisenbahningenieurs Satō Masayasu                                                           | Eisenbahnmuseum in Saitama, Präfektur Saitama                                                                       |      |
| 1964           | Mit Zahnstangensystem betriebene Elektrolokomotive Nummer 10000                                                       | Gedenkstätte im alten Bahnhof Karuizawa, Karuizawa, Präfektur Nagano                                                |      |
| 1964           | Grabstätte von Inoue Masaru                                                                                           | Friedhof des Tempels Tōkai-ji in Shinagawa, Präfektur Tokio                                                         |      |
| 1964           | Apparate des elektronischen Durchfahrtsbescheinigungssystems Webb and Thomason (ウエブ・エンド・トムソン式電気通票器) | Eisenbahnmuseum in Saitama, Präfektur Saitama                                                                       |      |
| 1965           | Alte Rokugogawa-Eisenbrücke                                                                                           | Freilichtmuseum Meiji Mura und Zentrum für Mitarbeiterschulung in Mishima (三島社員研修センター), Präfektur Okayama |      |
| 1967           | Signalglocke des Fährschiffs Ikimaru des Eisenbahnministeriums                                                        | Eisenbahnmuseum in Saitama, Präfektur Saitama                                                                       |      |
| 1967           | Kaiserlicher Salonwagen Nummer 7                                                                                      | Eisenbahnmuseum in Saitama, Präfektur Saitama                                                                       |      |
| 1967           | Lokomotive Nummer 1 des Eisenbahnunternehmens Iyo                                                                     | Iyo-Park der Tempelanlage Baishin-ji, Präfektur Ehime                                                               |      |
| 1969           | Kaiserlicher Salonwagen Nummer 9                                                                                      | Eisenbahnmuseum in Saitama, Präfektur Saitama                                                                       |      |
| 1969           | Kaiserlicher Salonwagen Nummer 10                                                                                     | Eisenbahnmuseum in Saitama, Präfektur Saitama                                                                       |      |
| 1969           | Kaiserlicher Salonwagen Nummer 12                                                                                     | Eisenbahnmuseum in Saitama, Präfektur Saitama                                                                       |      |
| 1969           | Staatsbahnbus Nummer 1                                                                                                | SCMAGLEV and Railway Park, Nagoya, Präfektur Aichi                                                                  |      |
| 1972           | Elektrischer Wagen Nummer 6141                                                                                        | Eisenbahnmuseum in Saitama, Präfektur Saitama                                                                       |      |
| 2004           | Gikei Dampflokomotive (Baureihe JR7100)                                                                               | Museum für Dampflokomotiven Umekoji, Kyōto, Präfektur Kyōto                                                         |      |
| 2004           | Dampflokomotive Nummer 1800                                                                                           | Wissenschaftsmuseum für Verkehr, Osaka, Präfektur Osaka                                                             |      |
| 2004           | Dampflokomotive Nummer 230                                                                                            | Wissenschaftsmuseum für Verkehr, Osaka, Präfektur Osaka                                                             |      |
| 2004           | Elektrolokomotive Nummer 1 (Baureihe JR EF52)                                                                         | Wissenschaftsmuseum für Verkehr, Osaka, Präfektur Osaka                                                             |      |
| 2008           | Wagen der Shinkansen-Baureihe 0 (21-1, 16-1, 35-1, 22-1)                                                              | Wissenschaftsmuseum für Verkehr, Osaka, Präfektur Osaka                                                             |      |
| 2010           | Shizuka Dampflokomotive (Baureihe JR7100)                                                                             | Museum Otaru, Hokkaidō                                                                                              |      |
| 2010           | Personenwagen Nummer 1                                                                                                | Museum Otaru, Hokkaidō                                                                                              |      |
| 2010           | Dampflokomotive „Taishō“ (Baureihe JR7150)                                                                            | Museum Otaru, Hokkaidō                                                                                              |      |

## „Vorgemerkte“ Denkmäler
Die Deklaration der Denkmäler durch die beiden Nachfolgegesellschaften folgt im Wesentlichen dem gleichen Prinzip wie zuvor bestimmt, berücksichtigt jedoch stärker lokale Aspekte. Die Auflistung ist chronologisch sortiert nach dem Jahr, in dem ein Artefakt als Quasi-Denkmal vorgemerkt wurde.
- 1963
  - Helmförmiger Schmuck am Ein- und Ausgang des Yotsuya Tunnels – Aufbewahrungsort: Eisenbahnmuseum Saitama, Präfektur Saitama
  - Springbrunnen in Gestalt eines jungen Mannes (噴水小僧) – Standort: Grundstück des Bahnhofs Osaka
  - Besshi Lokomotive Nummer 1 – Aufbewahrungsort: Gedenkstätte der Kupfermine Besshi, Niihama, Präfektur Ehime

- 1964
  - Schneepflug (Schneeschleuder) Nummer 601 – Aufbewahrungsort: Museum Otaru, Hokkaidō

- 1965
  - Schneefräse Nummer 800 – Aufbewahrungsort: Museum Otaru, Hokkaidō

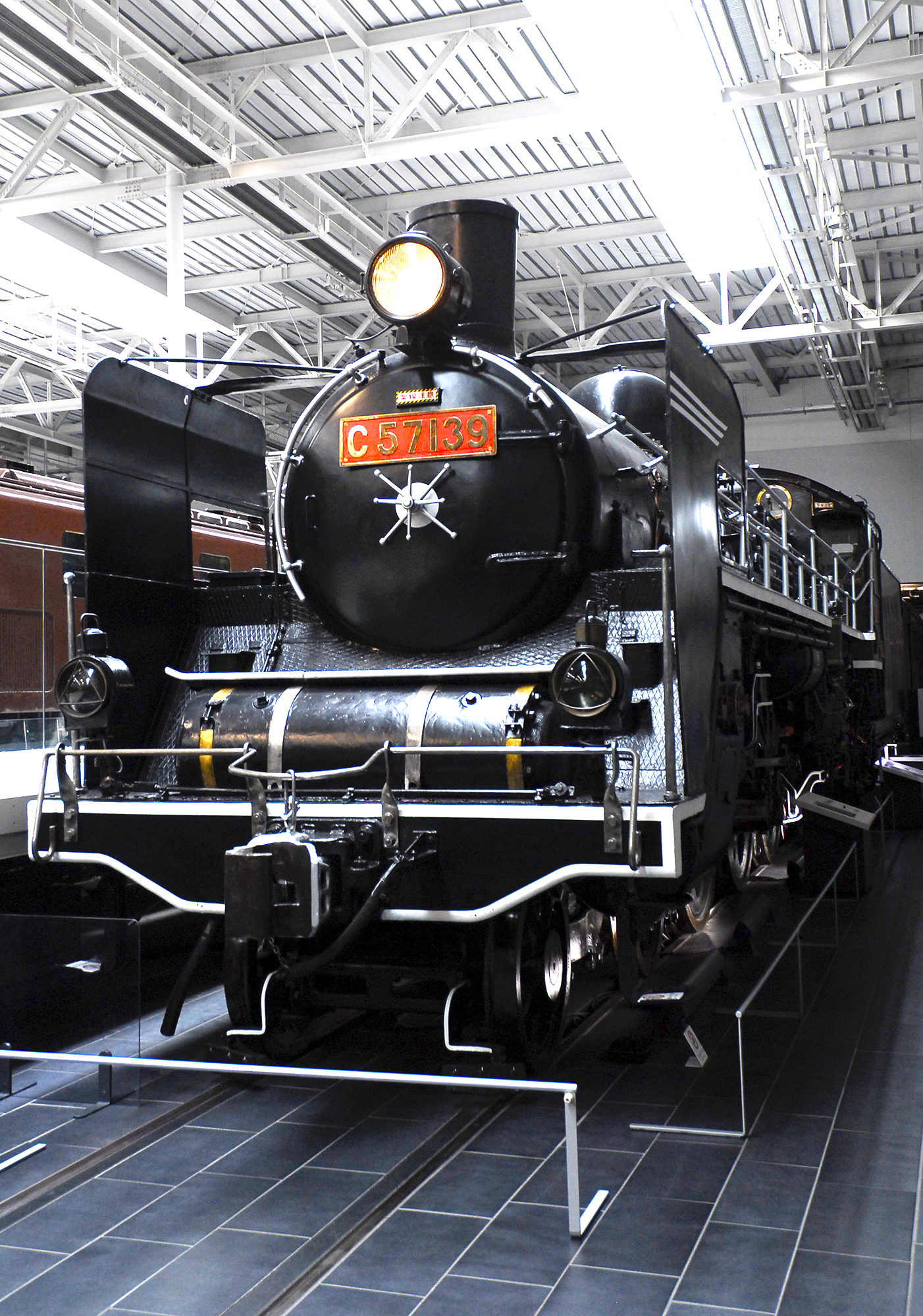
Dampflokomotive der Baureihe C57139

  - Dampflokomotive der Baureihe C591 – Aufbewahrungsort: Eisenbahnmuseum Kyūshū (engl. Kyushu Railway History Museum), Kitakyūshū, Präfektur Fukuoka

- 1966

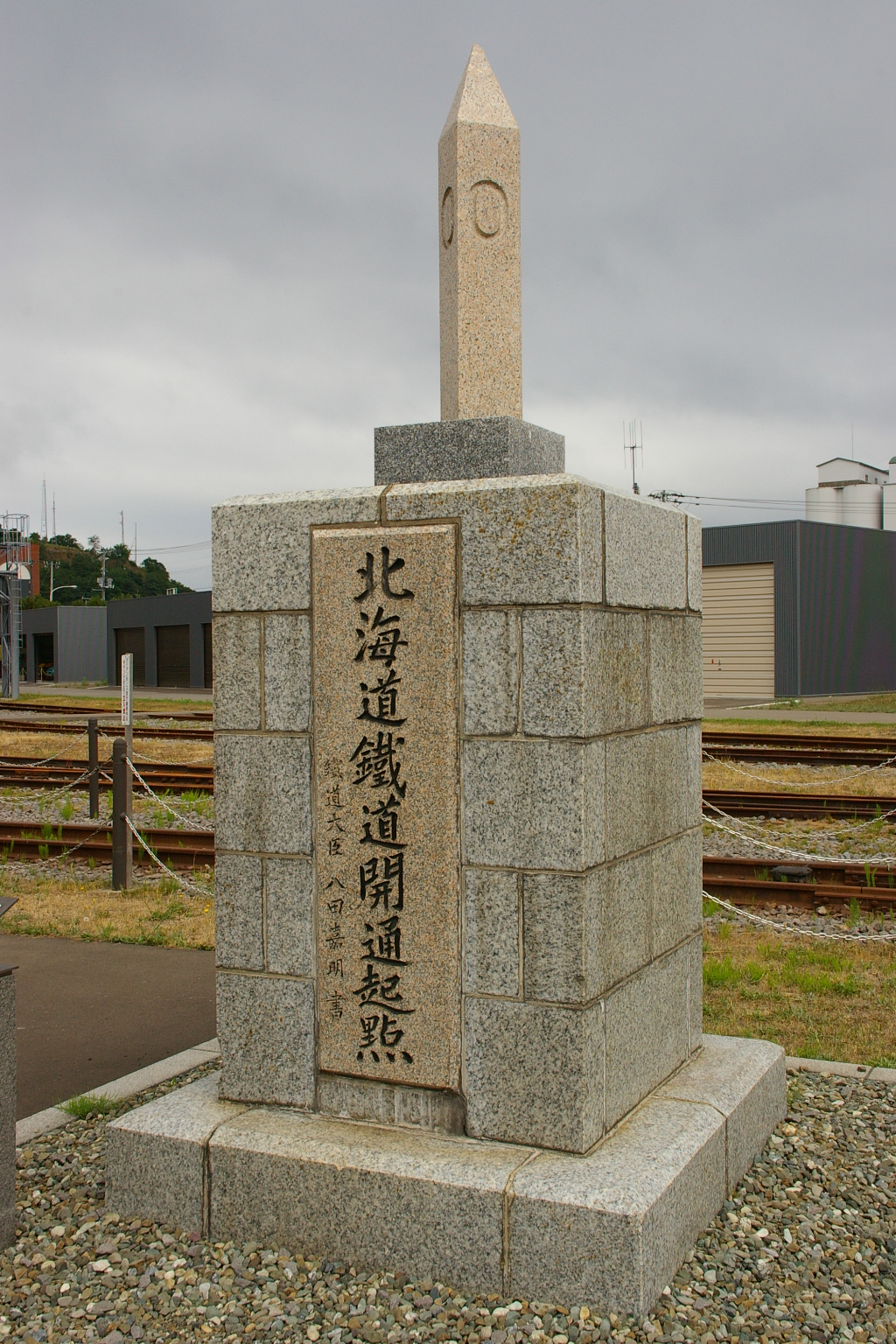
Markierungspunkt der Eröffnung der Eisenbahn Hokkaidō

- - Markierungspunkt der Eröffnung der Eisenbahn Hokkaidō – Aufbewahrungsort: Museum Otaru, Hokkaidō
  - Ausgangspunkt der Eisenbahnfährverbindung – Standort: Seamall Shimonoseki, Shimonoseki, Präfektur Yamaguchi
  - Dampflokomotive der Baureihe D521 – Aufbewahrungsort: Stellplatz der Japan Freight Railway Company in Hiroshima
  - Dampflokomotive der Baureihen 10 und 26 – Aufbewahrungsort: Schreinbezirk des Usa Hachiman-gū, Usa

- 1967
  - Triebwagen der Baureihe 031 – Aufbewahrungsort: Museum Otaru, Hokkaidō
  - Mit Zahnstangensystem betriebene Elektrolokomotive ED421 – Aufbewahrungsort: Usui Pass Railway Heritage Park, Annaka, Präfektur Gunma
  - Berichte der Aktionärsversammlung der Kyushu Railway Company – Aufbewahrungsort: unklar
  - Sammlung von Transportgesetzen der Kyushu Railway Company – Aufbewahrungsort: unklar

- 1968
  - Elektrolokomotive der Baureihe ED40 – Aufbewahrungsort: Eisenbahnmuseum Saitama, Präfektur Saitama

- 1969
  - Überreste der Eisenbahnhängebrücke in Shimonoseki – Standort: Seamall Shimonoseki, Shimonoseki, Präfektur Yamaguchi
  - Alte Dokumente – Sammlung von Bekanntmachungen der San'yō Railway für Fahrgäste – Aufbewahrungsort: Zweigstelle der West Japan Railway Company in Hiroshima

- 1970
  - Dampflokomotive der Baureihe D51745 – Aufbewahrungsort: Zweigstelle der West Japan Railway Company in Hiroshima
  - Laternenhaus des Bahnhofs Inari – Standort: auf dem Bahnhofsgelände, Kyōto, Präfektur Kyōto

- 1971

- - Dampflokomotive der Baureihe C57139 – Aufbewahrungsort: SCMAGLEV and Railway Park, Nagoya, Präfektur Aichi

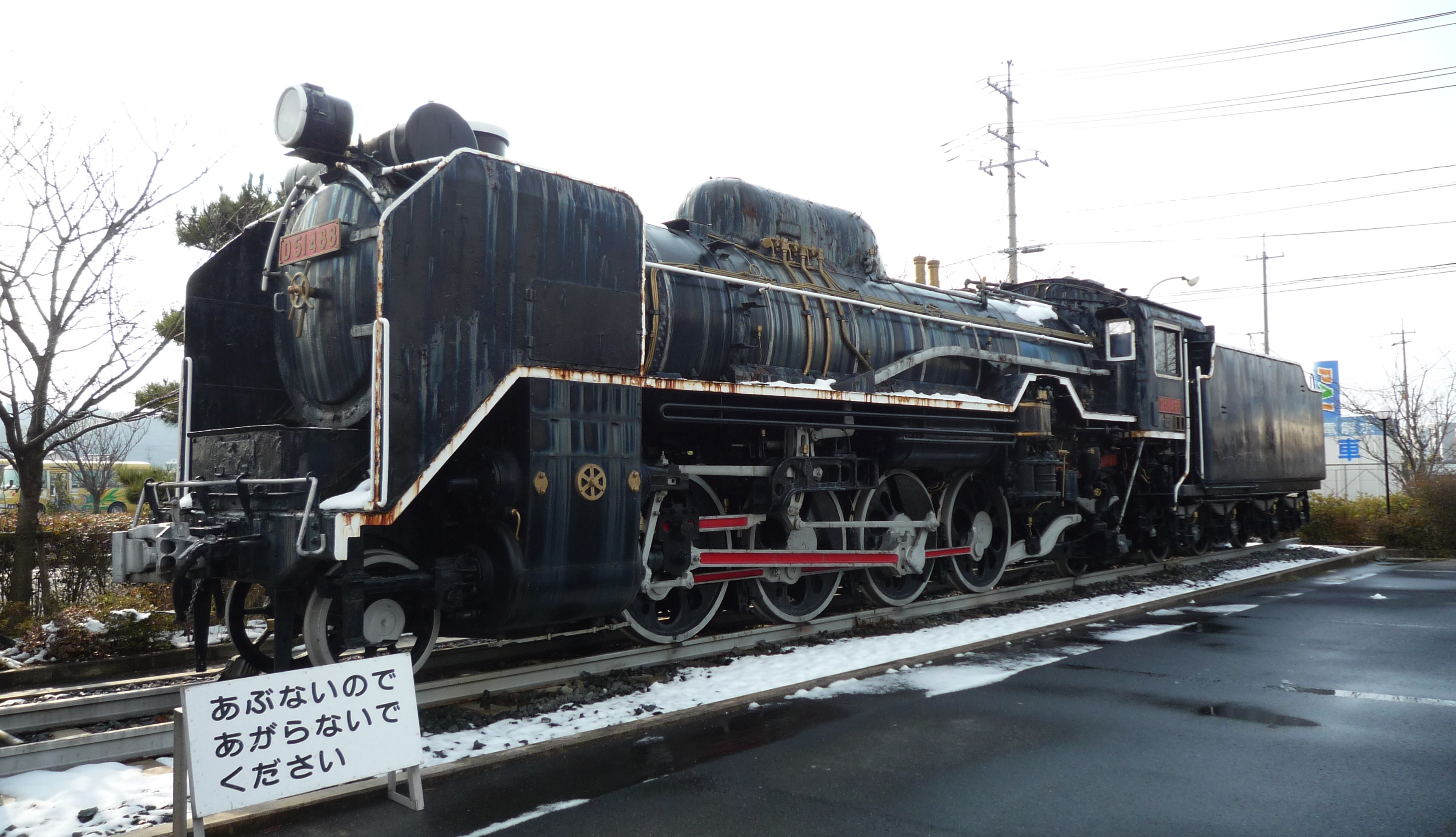
Lokomotive der Baureihe D51488

  - Lokomotive der Baureihe D51187 – Aufbewahrungsort: Iyo-Park der Tempelanlage Baishin-ji, Präfektur Ehime
  - Dampflokomotive der Baureihe C58333 – Eisenbahnfabrik Tadotsu, Shikoku

- 1975

- - Lokomotive der Baureihe D51488 – Standort: auf dem Gelände des Wako Museums, Yasugi, Präfektur Shimane

- 1976
  - Dampflokomotive der Baureihe C621 – Aufbewahrungsort: Museum für Dampflokomotiven Umekoji, Kyōto, Präfektur Kyōto
  - Lokomotive Nummer 7 der Atami-Bahn – Standort: vor dem Bahnhof Atami
  - Einankerumformer – Aufbewahrungsort: Wissenschaftsmuseum für Verkehr, Osaka, Präfektur Osaka

- 1977
  - Einankerumformer – Aufbewahrungsort: Umspannwerk Tanoura der East Japan Railway Company

- 1978
  - Elektrolokomotive Baureihe EF551 – Aufbewahrungsort: Fahrzeugzentrum Takasaki, Maebashi, Präfektur Gunma
  - Personenwagen Nummer 481 – Aufbewahrungsort: Eisenbahnfabrik Tadotsu, Shikoku

- 1980
  - Grabstätte von John England – Standort: Friedhof für Ausländer, Yokohama
  - Grabstätte von John Diack – Standort: Friedhof für Ausländer, Yokohama
  - Grabstätte von Theodor Shann? (T・シャン) – Standort: Friedhof für Ausländer, Yokohama
  - Grabstätte von Charles Kingston – Standort: Friedhof für Ausländer, Yokohama
  - Grabstätte von Henry Horten – Standort: Friedhof für Ausländer, Yokohama
  - Lokomotive der Baureihe ED161 – Eisenbahnpark Ōme

- 1981
  - Elektrischer Wagen Nummer 1 der Baureihe 52 – Aufbewahrungsort: Fabrik Suita der West Japan Railway Company

- 1983
  - Lokomotive der Baureihe DF501 – Aufbewahrungsort: Eisenbahnmuseum Shikoku (四国鉄道文化館), Saijō, Präfektur Ehime

- 1986
  - S-Bahn Triebwagen der Baureihe 86 Nummer 1 und Baureihe 80 Nummer 1 – Aufbewahrungsort: Wissenschaftsmuseum für Verkehr, Osaka, Präfektur Osaka
  - Triebwagen der Baureihe 81 Nummer 3 – Aufbewahrungsort: Wissenschaftsmuseum für Verkehr, Osaka, Präfektur Osaka

- 2006
  - Gruppe von Dampflokomotiven und die dazugehörigen Gebäude in Umekoji – Aufbewahrungsort: Museum für Dampflokomotiven Umekoji

- 2010
  - Elektrolokomotive Baureihe ED75 Nummer 501 – Aufbewahrungsort: Museum Otaru, Hokkaidō
  - Triebwagen der Baureihe 82 Nummer 1 – Aufbewahrungsort: Museum Otaru, Hokkaidō
  - Krauss Dampflokomotive Nummer 15 – Aufbewahrungsort: Hotaru Halle der Thermalquellen Horoshin
  - Kimaroki Schneefräse – Aufbewahrungsort: vor dem Kitakuni Museum in Nayoro, Hokkaidō
  - Gruppe von Bogenbrücken aus Stahlbeton der Shihoru-Linie der alten Japanischen Staatsbahn – Standort: Kamishihoru
  - Gebäude des alten Muroran Bahnhofs – Standort: Muroran, Hokkaidō
  - Hauptgebäude des Bahnhofs Otaru – Standort: Otaru
  - Gebäude für Bahntechnik Hokkaidō – Standort: Naebo Fabrik (苗穂工場) der Hokkaido Railway Company, Sapporo
  - Dampflokomotive der Baureihe C62 Nummer 3 – Aufbewahrungsort: Naebo Fabrik (苗穂工場) der Hokkaido Railway Company, Sapporo
  - Iwamizawa Rail Center – Standort: Iwamizawa, Hokkaidō

- 2012[2]
  - Dampflokomotive Nummer 21 der Forsteisenbahn Anemiya – Aufbewahrungsort: Engaru, Hokkaidō (Forst- und Erholungspark Maruseppu 丸瀬布森林公園いこいの森)